# Mr. Wrong – Der Traummann wird zum Alptraum
Mr. Wrong – Der Traummann wird zum Alptraum (Mr. Wrong) ist eine US-amerikanische Filmkomödie aus dem Jahr 1996. Regie führte Nick Castle, das Drehbuch schrieben Kerry Ehrin, Chris Matheson und Craig Munson.

## Handlung
Der Film beginnt damit, dass Martha Alston – die in einem mexikanischen Gefängnis inhaftiert ist und als Frau Crawford angesprochen wird – den Beamten erklärt, was sie dazu bewog, an ihrem Hochzeitstag einen Mord zu begehen. In einer Rückblende wird die Hochzeit ihrer Schwester gezeigt, auf der Alston von ihrer Familie bedrängt wird, ebenfalls zu heiraten. Sie verabredet sich später mit ihrem Arbeitskollegen Walter, der sie enttäuscht. Nach dieser Verabredung lernt sie in einer Bar Whitman Crawford kennen.
Alston und Crawford kommen sich näher; Martha stellt ihren Freund ihrer Familie vor, die sich beeindruckt zeigt. Danach lernt Alston Crawfords Mutter kennen, die die Beziehung schlechtredet. Der Mann zeigt Eifersucht, er hält seine Freundin für sein Eigentum. Darauf will Alston Schluss mit der Beziehung machen.
Crawfords ehemalige Freundin Inga Gunther glaubt nicht an den Entschluss von Alston und belästigt sie. Alston wird ebenfalls von Crawford bestalkt. Er entführt sie nach Mexiko, wo er sie dazu zwingt, ihn zu heiraten. Alston nimmt seine Waffe an sich und erschießt ihn. Danach wird sie festgenommen.
Walter kommt nach Mexiko und erklärt den Behörden, Inga Gunther habe Crawford erschossen. Die freigelassene Alston und Walter reiten gemeinsam dem Sonnenuntergang entgegen.

## Kritiken
Das Lexikon des internationalen Films schrieb, der Film sei eine „erfrischende Komödie mit haarsträubenden Verwicklungen und viel Situationskomik“. Er beinhalte „lustvoll ironisierte romantische Klischees, witzige Kameraperspektiven, pointierte Dialoge und überzeugende Hauptdarsteller“, die ihn „zu einem Vergnügen“ machen würden.
Die Zeitschrift Cinema schrieb, die schwarze Komödie biete einen „lustige[n] Start, doch dann wird's recht zäh“.

## Auszeichnungen
Ellen DeGeneres wurde im Jahr 1997 in der Kategorie Schlechtester neuer Star für die Goldene Himbeere nominiert.

## Hintergründe
Der Film wurde in Los Angeles und in San Diego gedreht. Er spielte in den Kinos der USA ca. 12,35 Millionen US-Dollar ein.